# Mario Kart Wii
Mario Kart Wii (radni naslov) je trkaća (kart) videoigra iz Nintenda za Wii. Igra je izašla u proljeće 2008. Dolazi u paketu s Wii Wheelom. Dizajniran je kako bi učvrstio Wii Remote i dopustio lakše upravljanje vozilom.

## Način igre
Mario Kart Wii vratio se na svoj jedan-auto način igre, umjesto dva-za-jednog načina igre viđenog na prijašnjoj Mario Kart igri, Mario Kart: Double Dash!!, s GameCubea. Kao i Mario Kart DS, igra ima nove staze, ali uključuje i staze sa starijih igara, poput staza Yoshi Falls, DK Mountain, Sherbet Land and Peach Beach.
Ova igra će podržava Nintendo Wi-Fi Connection mogućnost. Znači, podržava online trkaći mod gdje igrači mogu igrati jedan protiv drugog na jednoj stazi i online borbeni mod. Moći će se utrkivati do 16 igrača online.[nedostaje izvor]
U igri ima i mnogo starih oružja i predmeta koji su se koristili u prošlim Mario Kart igrama, iako su dodani i novi predmeti i oružja. Također je moguće voziti i motocikle.
"Trick"-anje (eng. Tricking) se prvi put pojavljuje u Mario Kart Wii igri te je jedna od najvažnijih mehanizama pri igranju jer dozvoljava igraču da se ubrza kada prelazi preko prepreke (ramp).

## Likovi
Brojni likovi iz prijašnjih igara vratili su se u ovoj igri. Likovi su podijeljeni po težini, s laganim likovima (brzi, ali lakše ih je gurnuti), srednjim (malo sporiji, ali ih je teže gurnuti) i teškim (teško ih je gurnuti ali su najsporiji).
Likovi su:
- Mario
- Luigi
- Peach
- Daisy
- Yoshi
- Toad
- Wario
- Donkey Kong
- Waluigi
- Bowser
- Koopa
- Baby Mario
- Baby Luigi
- Boo

## Povijest
Nintendo je prvi put spomenuo Wii nastavak Mario Karta u časopisu Nintendo Power. Kreator Mario Kart DS-a je pitan u intervjuu o budućim projektima iz serije, a on je rekao kako će vjerojatno uskoro početi s verzijom za Revolution (radni naziv Wiija), i to u broju časopisa 194.[nedostaje izvor]
Na E3 2007 Media and Business Summit, Mario Kart Wii je službeno najavljen, zajedno s online mogućnošću u igri. Prva video najava igre je prikazana.

## Vanjske poveznice
- Mario Kart Wii prikazan na Nintendovoj E3 press konferenciji na GameTrailers.com
- Nintendo.com članak  Arhivirana inačica izvorne stranice od 12. listopada 2007. (Wayback Machine)
- IGN članak  Arhivirana inačica izvorne stranice od 10. kolovoza 2007. (Wayback Machine)